# José Francisco Córdoba
José Francisco Córdoba (Madrid, Comunidad de Madrid, 13 de enero de 1977), más conocido como Chivi, y, a partir de 2008, también como José Córdoba, es un cantautor español.
Estudió en el colegio Calasancio de Madrid. Desde muy joven, siguió la obra de los grandes cantautores  de la época y bajo su influencia, empezó a componer sus primeras canciones en 1993. Aquellas canciones de sus orígenes eran muy diferentes a las que le popularizaron años después; hablaban de amor, desamor y sus vivencias de adolescente. Después acabó su licenciatura de Derecho. En esa época surgió su personaje musical "Chivi", mediante el cual componía y tocaba canciones en tono humorístico, las cuales llamaron la atención de muchos jóvenes. Él mismo se definía en sus letras como "pornoautor" en lugar de cantautor. Sus canciones se caracterizaban por pertenecer a géneros musicales muy diversos. "Chivi" se convirtió en uno de los primeros fenómenos de Internet en España y se popularizó rápidamente en todo el país a finales de los noventa, lo cual le permitió realizar sus siguientes discos y tocar en cientos de conciertos en España.
En 2008 José decide dar un descanso a su personaje "Chivi" para retomar su estilo original y aparece el disco Estado natural, esta vez firmado por José Córdoba.
En 2010 José Córdoba volvió a meterse en la piel de su personaje "Chivi" ofreciendo un concierto en el Palacio de Vistalegre de Madrid y anunció un nuevo álbum para el año 2011, aunque se retrasó hasta abril de 2014, cuando sacó a la venta su nuevo disco 15 sombras de Chivi.

## Carrera musical

### Etapa comoChivi
Estudió derecho en la Universidad Complutense de Madrid. Se dio a conocer con el disco Radikal y, en concreto la canción «Soy como soy», que grabó en su casa, sin el apoyo de ninguna discográfica. Antes de este sencillo había grabado la maqueta Grandes fracasos, que solo la repartió entre sus amigos.
Sus primeros discos tenían una pobre calidad de sonido debido a que los grabó con sus propios medios, para regalárselos a sus amigos. Las letras estaban bastante subidas de tono y encerraban una gran crítica social, como en «Teleperversión a domicilio» (De cantautor a pornoautor), en la cual satiriza la telebasura.
Es en este momento cuando "El Chivi" empieza a darse a conocer en todo el país, distribuyendo el disco y las maquetas libremente por las Redes P2P del momento (Napster, AudioGalaxy, WinMX ... etc).
En la producción del siguiente disco, Nuevo catecismo, mejoró la calidad de sonido. Sus discos se caracterizan por llevar una intro de 10 a 30 segundos, adelantando el tema sobre el que habla la canción y ridiculizando el panorama social español. Este disco no tiene demasiada crítica social como los demás sino que trata temas más específicos, como «De príncipes azules y princesas», «Teleperversión a domicilio», «¿Qué me pasa doctor?» y «Canción de cuna para una felación».
Internet y el "boca a boca" hacen que una discográfica se interese por él y qu se plantee explotar al personaje "El Chivi" más allá de su círculo de amigos. Toca en bares, pubs y fiestas en varias ciudades españolas. 
Su siguiente disco, De cantautor a pornoautor, es su primer disco disponible a la venta en grandes centros comerciales como El Corte Inglés. En él reflexiona acerca de su estilo de música y sobre sus provocativas letras, con el sentido humor que le caracteriza. Las ventas de sus discos no alcanzan cotas altas, debido en gran parte a que su público asumía el hecho de que las canciones de "Chivi" "son para bajar de Internet". José Córdoba continuó componiendo y tocando en directo.
En Verdades como puños aparecen letras ridiculizantes como «Pija ella/pijo él», «Telenovela», «Nos hemos vuelto locos» y otras donde la crítica es continua, como las que dedica al programa televisivo Operación Triunfo. La calidad musical mejora notablemente, empezando a tener colaboraciones de otros músicos.
Al año siguiente edita Sin pelos en la lengua, un recopilatorio de algunas canciones de Radikal y de Nuevo catecismo junto con siete temas inéditos, tocados en versión acústica.
En 2004 compone y graba la canción «Trenes para el cielo» en homenaje a las víctimas del 11-M que nunca ha llegado a incluir en ninguno de sus discos y se puede escuchar libremente en YouTube
En 2005 "Chivi" edita el disco Spanish Psycho, bajo el sello El Diablo!. Es su primer disco distribuido a gran escala en el que cuenta con la colaboración de músicos como Despistaos. En este disco José incluyó canciones con un lenguaje más cuidado y menos ofensivo centrándose en la calidad musical y en el tono de humor sin necesidad de recurrir a groserías en exceso. Ejemplo de ello son las canciones «Spanish Psycho» (siendo su primera canción emitida en radio), «Mi Princesa» o «Cuando quiero llorar», que dejaban entrever la futura evolución que tomaría José en su carrera musical.
Ya en 2010, cinco años después de la salida al mercado de su último disco, Chivi aparece en el cartel del Festival Mundo Idiota 2010 en el que comparte escenario con grupos como Mamá Ladilla, Mojinos Escozíos o La Excepción y anunciando la próxima aparición de un nuevo álbum con temas nuevos. El 2 de noviembre de 2010 publica en su página oficial de Facebook el nuevo sencillo de ese futuro disco, la canción "Bolita (o las profecías de Leire Pajín)" conocida como "Falo Anus" por las numerosas veces que se repite dicha frase en la canción.

### Etapa comoJosé Córdoba
A la par que el lanzamiento del disco Spanish Psycho, José anuncia en su web que dará un respiro a "Chivi" para centrarse en su nuevo proyecto musical de canción de cantautor como José Córdoba, pero que aun así seguirá ofreciendo conciertos tanto como "Chivi" como José Córdoba paralelamente.  
En septiembre de 2008 sale a la luz su primer disco firmado como José Córdoba Estado Natural. En este disco deja aparcado la temática sexual que caracteriza a sus anteriores discos.
En abril de 2016, José Córdoba confirma a través de su cuenta de Twitter un nuevo disco para el próximo año.
En abril de 2017 publica “Polos Opuestos”, su segundo trabajo bajo su nombre real, José Córdoba.

## Polémica
La canción «200 negros de mierda» apareció en la red en el año 2000 atribuida a "El Chivi". José Córdoba (Chivi) intentó por todos los medios desmentirlo, sin mucho éxito, para que dejara de propagarse ese bulo que estaba perjudicando seriamente su imagen. Varios años después, por fin, comenzó a circular por la red que no pertenecía a "El Chivi" entre otras razones porque la letra contiene palabras típicas de Argentina. El grupo autor de la canción resulta ser Jamón de Mar, un grupo argentino de humor. Otra de las razones señala que la canción se hospedó por primera vez en la web de humor satírico 4KSTORE.COM, cancelada en el año 2000, que pertenecía al humorista argentino Mario Pergolini, y en Datafull, otra web argentina.
Incluso el propio cantautor en el recopilatorio Sin pelos en la lengua, incluyó el tema «Una canción bajo su toga» en el que se defiende de las acusaciones que lo tachan de racista.

## Discografía de José Córdoba

### Discografía como "Chivi"

#### Maquetas
- Grandes fracasos (1996)
- Radikal (1997)
- Nuevo catecismo (1998)

#### Álbumes de estudio
- De cantautor a pornoautor (1999)
- Verdades como puños (2002)
- Sin pelos en la lengua (2003)
- Spanish psycho (2005)
- 15 sombras de Chivi (2014)

#### Singles
- Falo anus (single) (2010)

#### EP
- Hasta los más cerdos tienen sentimientos (2002)

### Discografía como José Córdoba

#### Álbumes de estudio
- Estado Natural (2008)
- Polos opuestos (2017)